# Meunasah Blang (Darul Aman)
Meunasah Blang is een bestuurslaag in het regentschap Aceh Timur van de provincie Atjeh, Indonesië. Meunasah Blang telt 692 inwoners (volkstelling 2010).